# San Siro Stadio
San Siro Stadio – stacja  metra mediolańskiego linii M5. 
Budowa stacji rozpoczęła się w listopadzie 2010, w ramach drugiej części linii M5 ze stacji Garibaldi, została otwarta w dniu 29 kwietnia 2015.
Jest zachodnią stacją końcową linii z 2 peronami bocznymi. Położona jest obok Stadionu Giuseppe Meazzy.